# Distrito electoral federal 10 de Veracruz
El Distrito electoral federal 10 de Veracruz es uno de los 300 Distritos Electorales en los que se encuentra dividido el territorio de México para la elección de diputados federales y uno de los 21 en los que se divide el Estado de Veracruz. Su cabecera es la ciudad de Xalapa-Enríquez, también capital del estado.
Para el proceso de distritación de 2022, el Distrito 10 de Veracruz lo conforma únicamente el territorio del municipio de Xalapa.

## Distritaciones anteriores

### Distritación 1996 - 2005
Entre 1996 y 2005 el territorio del distrito 10 era el de la totalidad del municipio de Xalapa.

## Diputados por el distrito
- XXXIX Legislatura
  - (1943 - 1946): Carlos I. Serrano
- XL Legislatura
  - (1946 - 1949): Rafael Arriola Molina
- XLI Legislatura
  - (1949 - 1952): José Fernández Villegas
- XLII Legislatura
  - (1952 - 1955):
- XLIII Legislatura
  - (1955 - 1958):
- XLIV Legislatura
  - (1958 - 1961):
- XLV Legislatura
  - (1961 - 1964):
- XLVI Legislatura
  - (1964 - 1967): Pastor Murguía González
- XLVII Legislatura
  - (1967 - 1970): Hesiquio Aguilar Marañón
- XLVIII Legislatura
  - (1970 - 1973): Marco Antonio Solís
- XLIX Legislatura
  - (1973 - 1976): Modesto A. Guinart López
- L Legislatura
  - (1976 - 1979): Pastor Munguía González
- LI Legislatura
  - (1979 - 1982): Silvio Lagos Enríquez
- LII Legislatura
  - (1982 - 1985): Jorge Minvielle Porte Petit
- LIII Legislatura
  - (1985 - 1988): Dante Delgado Rannauro
- LIV Legislatura
  - (1988 - 1991): Adalberto Díaz Jacome
- LV Legislatura
  - (1991 - 1994): Juan Antonio Nemi Dib
- LVI Legislatura
  - (1994 - 1997): Enrique Ramos Rodríguez
- LVII Legislatura
  - (1997 - 2000): Carlos Jaime Rodríguez Velasco
- LVIII Legislatura
  - (2000 - 2003): Eugenio Pérez Cruz
- LIX Legislatura
  - (2003 - 2006): Miguel Ángel Llera Bello
- LX Legislatura
  - (2006 - 2009): Elizabeth Morales García
- LXI Legislatura
  - (2009 - 2012): Ricardo Ahued Bardahuil
- LXII Legislatura
  - (2012 - 2015): Uriel Flores Aguayo
- LXIII Legislatura
  - (2015 - 2016): Cuitláhuac García Jiménez 
  - (2016): Sergio René Cancino Barffusón 
  - (2016 - 2017): Cuitláhuac García Jiménez 
  - (2017 - 2018): Sergio René Cancino Barffusón
- LXIV Legislatura
  - (2018 - 2021): Rafael Hernández Villalpando
  - (2024-2027):Ana Miriam Ferraez Centeno